# Alte Meister (Roman)
In dem 1985 erschienenen Roman Alte Meister. Komödie des Österreichers Thomas Bernhard referiert der Privatgelehrte Atzbacher anlässlich einer Verabredung im Wiener Kunsthistorischen Museum die Auffassungen des mit ihm befreundeten Musikkritikers Reger über europäische Kunst und das Leben in Österreich im Allgemeinen. Regers Kulturkritik ist so vernichtend, dass diese destruktive Emphase und Skurrilität der Hauptfigur auch mehrfach in Lesungen und dramatischen Inszenierungen aufgeführt worden ist.
Bernhards Gesamtwerk wird in der Kritik bisweilen polemisch als „Wiederaufbereitungsprosa“ kommentiert, weil Motive oder Themen sich in mehreren seiner Texte und Theaterstücke wiederfinden, so auch in den Alten Meistern. So beispielsweise die Fokussierung auf wenige Orte, die extreme Reduktion der äußeren Handlung, die Außenseiterposition und fragile Gesundheit der Hauptfigur, die von Dritten berichteten Monologe, die Gewissheit des Scheiterns menschlicher Sinngebung und vor allem die Frage des Umgangs mit und der Beziehung auf die künstlerische Tradition. Damit ist auch Alte Meister Teil eines Diskurses über den Umgang mit dem künstlerischen Erbe.
Bei den Alten Meistern handelt es sich um Bernhards letzte Prosaarbeit vor seinem Tod 1989. Zwar ist der Roman Auslöschung noch 1986 veröffentlicht worden, aber er war 1982 schon weitgehend fertig. Als Abschluss seines Gesamtwerkes hat der Roman daher für Jörg Robert die Bedeutung einer Klärung seiner kunsttheoretischen Position, einer letzten Standortbestimmung Thomas Bernhards.

## Übersicht

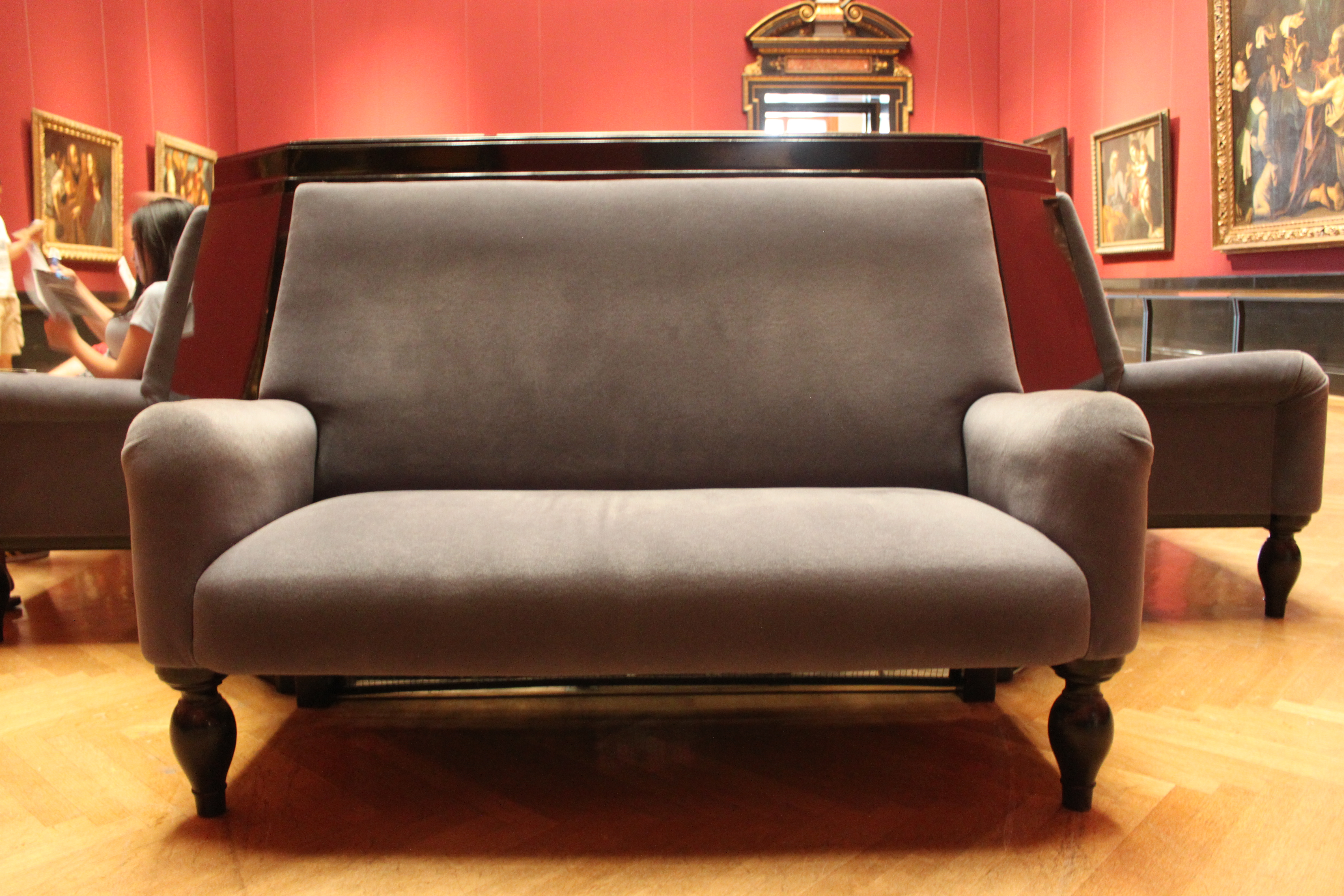
Eine 2014 im Saal VI (Italienische Schulen) in der Francesco-Bassano-Ecke vorgefundene Sitzbank

Der Privatgelehrte Atzbacher hat sich mit dem befreundeten Musikkritiker Reger im (fiktiven) Bordone-Saal des Wiener Kunsthistorischen Museums außer der Reihe an einem Samstag verabredet. Er betritt den benachbarten Saal eine Stunde vor dem vereinbarten Treffen, um in aller Ruhe den schon anwesenden Reger von dort beobachten zu können, der seit über sechsunddreißig Jahren jeden zweiten Tag außer Montag, also mittwochs und freitags auf dem Sofa im Bordone-Saal Platz nimmt. Reger betrachtet vor allem einen Alten Meister, den Weißbärtigen Mann, von Tintoretto Anfang der 1570er Jahre gemalt, der für Reger das einzige fehlerfreie Kunstwerk des Museums ist. Reger sitzt regelmäßig und stundenlang vor dem Bild, aber er durchblättert dort auch Bücher oder meditiert. Den Museumswärter Irrsigler hat Atzbacher an diesem Samstag per Handzeichen instruiert, Reger nicht auf das Beobachtetwerden aufmerksam zu machen. Atzbachers Gedanken wandern aus dem Bordone-Saal hinaus zu den vielen mit Reger geführten Gesprächen, der sein Leben und seine Kunstauffassung in den Jahren vor ihm ausgebreitet hat. In seiner Wiedergabe von Regers Reflexionen und Monologen geht es zunächst auch um Irrsigler, oft um Musik, Philosophie, Literatur und gesellschaftliche Phänomene, mehrfach um Regers vor einem Jahr verstorbene Frau und seine seitdem desolate, wenn auch sich leicht bessernde Lage. Als die vereinbarte Zeit erreicht ist, tritt Atzbacher auf Reger zu. Es ist im Folgenden wiederum Reger, dessen Monologe bzw. dessen erinnerte Einlassungen Atzbacher wiedergibt. Auf den letzten Seiten des Romans erfährt Atzbacher schließlich den Grund des ungewöhnlich angesetzten Treffens: Reger hat den großen Wunsch, mit Atzbacher in das Burgtheater in eine Vorstellung des Zerbrochenen Krugs zu gehen, was auch geschieht. Der Roman endet mit dem Satz „Die Vorstellung war entsetzlich“.

## Titel

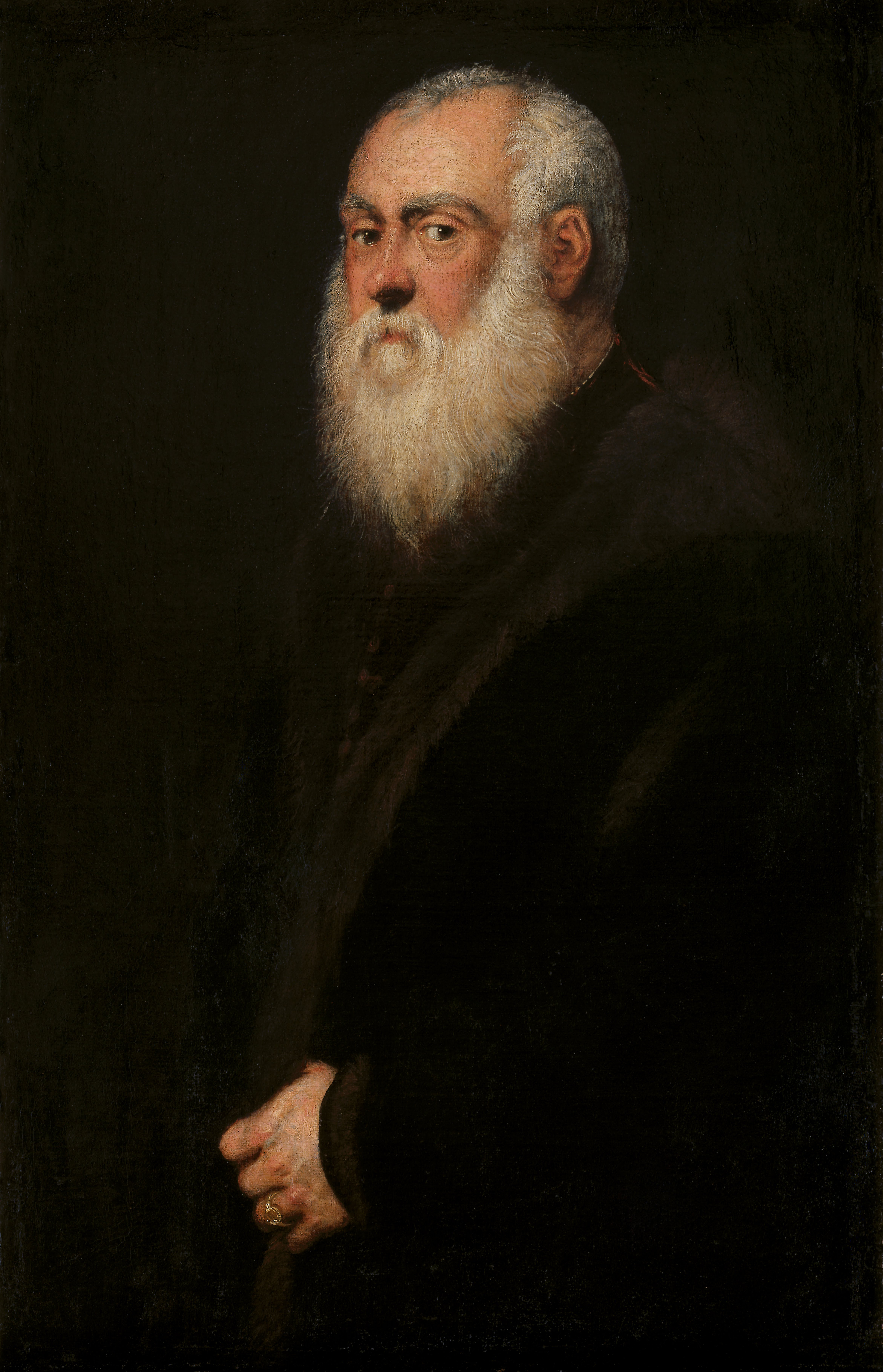
Jacopo Tintoretto, Weißbärtiger Mann. Die szenischen Gegebenheiten im Roman entsprechen nicht der Hängung im KHM

Der Werktitel Alte Meister fragt nach der Bedeutung künstlerischer Traditionen in ihrer gesellschaftlichen Gegenwart. Ausgangspunkt der Kunstbetrachtungen ist die kritische Wertung Alter Meister der europäischen Kunst, die nach den ersten Verrissen zu „sogenannten Alten Meistern“ herabgestuft werden. Diese Verurteilungen erfolgen in allen Fällen ohne Werkanalysen, immer pauschal, in summarischer Verunglimpfung und total-abstrakter Negation. Die Zentralfigur Reger, mit seiner Erfahrung von 34 Jahren als Musikkritiker und im Alter von 82 Jahren, ist selbst ein „alter Meister“. Er sitzt betrachtend vor Tintorettos Bild des Weißbärtigen Mannes, der ebenso unbewegt seinen Betrachter betrachtet, während beide aus dem Nebensaal von Atzbacher beobachtet werden. Diese Struktur gespiegelter Aufmerksamkeit, dieses „Beobachtungssyndrom“ ergänzt das Thema der Tradition mit der Selbstreflexion des Kunstbetrachters: Wie beeinflusst die Methode der Kunstbetrachtung den Betrachter, wie wirkt Regers Negativität auf ihn selbst zurück?
Der kursiv gesetzte Zweittitel Komödie wird von Rezensenten auf die grandiosen Übertreibungen vor allem Regers bezogen, die sich auch für Dramatisierungen eignen: „Das ist, naturgemäß, zum Brüllen komisch.“ Aber der sich erst langsam aufbauende Aberwitz wird auch als eine „schwarze Komödie“ gelesen: Irrsiglers Auswahlkriterium für seine Berufstätigkeit war die Stellung einer Berufskleidung, wodurch die Polizei, das Kloster und schließlich das Museum auf die Shortlist kamen; in großer Umständlichkeit erläutert Atzbacher die Verabredung des außergewöhnlichen Treffens am Samstagmittag; Reger lamentiert seitenlang über den Zustand von öffentlichen Wiener Toiletten und seine „Abortangst“ … Die Skurrilität der Figuren rechtfertigt den Untertitel der Komödie: In den Themen zeige sich „eine Liebe zum Schrulligen und Eigentümlichen. […] Bernhards Figuren sind ja im Kern ungewöhnliche Gewohnheitsmenschen, Pedanten, die sich auf abseitige Routinen verlegen, die sich gleichsam aus dem Alltag verrücken. Das Wort verrückt bekommt bei Bernhard eine sehr fassliche Bedeutung.“

## Personen

### Musikkritiker Reger
Der Privatphilosoph Reger ist die zentrale Person des Textes. Reger betrachtet sich als Maler, Musiker und Schriftsteller zugleich, vor allem aber als kritischen Künstler. Er ist 82 Jahre alt und besucht seit über 36 Jahren das Kunsthistorische Museum an jedem zweiten Tag gegen halb elf – manche halten Reger deshalb für verrückt. Er hat Musik studiert und arbeitet seit 34 Jahren als Musikkritiker für die Times, wird aber nur im Ausland gewürdigt und ist als Fachmann in Österreich unbekannt. Unbekannterweise wird er dennoch gehasst und leidet zeitlebens unter tödlichem Verfolgungswahn; Atzbacher befürchtet sogar, dass er „über kurz oder lang umgebracht“ werden könnte.
Reger charakterisiert sich als „Museumshasser“, aber für seine Musikkritiken seien Besuche im Museum Voraussetzung, die Bildende Kunst ergänze auf wunderbare Weise die musikalische, die eine sei immer gut für die andere. Er schätzt das Museum aber auch für das Ausgesetztsein bei der im Museum ganzjährig herrschenden Idealtemperatur von 18 Grad in diesem Denk- und Lesezimmer, in dieser Geistesproduktionsstätte, gegenüber der Geborgenheit der 23 Grad im Hotel Ambassador, seiner Gedankenaufbereitungsmaschine, die er täglich gegen halb drei aufsucht.

### Frau Reger
Frau Reger tritt zwar nicht persönlich auf, aber sie ist Bezugspunkt für Regers Erinnerungen und Selbstvorwürfe. In großer Regelmäßigkeit habe ihn seine Frau bei diesen Museumsbesuchen „über drei Jahrzehnte lang“ begleitet. Er habe sie sogar hier im Bordone-Saal kennengelernt, nachdem der Aufseher Irrsigler ihr wegen einer Erschöpfung geraten hatte, sich auf das Bordone-Sofa zu setzen. Nach dem Tod seiner Frau habe ihn der strikte Wochenplan seiner Besuche im Kunstmuseum und im Hotel Ambassador gerettet, aber er leide an seiner Einsamkeit: Immer habe er das Rettende in der Kunst gesucht, „aber alles das, die ganze Kunst, wie auch immer, ist nichts gegen diesen einen einzigen geliebten Menschen.“
Diese Liebe schildert er als die nicht vollständig erfolgreiche Ausbildung seiner Frau, die entgegen seiner Abneigung ihre Sammlung von Jugendstilobjekten nicht aufgegeben habe: „Natürlich hätte ich sicher noch jahrelang, wenn nicht jahrzehntelang an [sic] ihr arbeiten können.“ Regers Erschütterung rührt daher, dass sie bei ihrem Tod das ganze ihr vermittelte Wissen mitgenommen habe: Dass sie „dieses ungeheuerliche Wissen mit in den Tod genommen hat, das ist das Ungeheuerliche, noch viel ungeheuerlicher ist diese Ungeheuerlichkeit als die Tatsache, dass sie tot ist“, wo er sich doch mit dem Hineinstopfen so viel Mühe gemacht habe.

### Privatgelehrter Atzbacher
Der berichtende Atzbacher ist für Reger ein „eigentlicher Privatgelehrter“, nämlich ein Autor mit einem „Nichtveröffentlichungszwang“ oder einem „Herausgabetrauma.“ Er geht nicht regelmäßig ins Museum wie Reger, den er ja auch im Hotel Ambassador treffen kann. Auch Atzbacher reflektiert über den Umgang von Besuchergruppen mit der ausgestellten Kunst, die er verachtet.

### Saaldiener Irrsigler
Er ist seit 35 Jahren Saaldiener im Museum und hat bei Reger eine „Vertrauensstellung“, für den er auf Wunsch auch den Bordone-Saal für andere Besucher sperrt, damit Reger sich ungestört seinen Aktivitäten überlassen kann. Irrsigler ist aber nicht nur Handlanger Regers, sondern auch sein dummköpfiges „Sprachrohr“, das auf Fragen von Museumsbesuchern in Regers Worten und sogar im „Regerton“ Kunstwerke zu erläutern sich angewöhnt hat. Wie Regers Frau besitzt damit auch Irrsigler Facetten der Reger-Persönlichkeit.
Irrsigler ist Reger darüber hinaus finanziell verpflichtet, der ihm schon mehrfach einen Kredit gegeben, aber nicht zurückverlangt hat. Reger kritisiert in seiner Kulturkritik immer wieder scharf die Verknüpfung von Anschauungen und Abhängigkeiten: Die Alten Meister hätten sich „dem katholischen Staatsgeschmack angebiedert und verkauft“ – aber in der Beziehung zu Irrsigler reproduziert Reger mit wenig Skrupeln einen wichtigen Aspekt dieser Struktur der Abhängigkeit.

## Enttäuschung durch Kunst
Reger und Atzbacher haben beide in ihrer Kindheit gelitten und in der Kunst einen Fluchtort gefunden: Atzbacher habe sich „in der Kunst […] immer geborgen gefühlt. [Er sei] in der sogenannten Kunstwelt gut aufgehoben“ und Reger sei von der Kunst „sein ganzes armseliges Leben lang fasziniert gewesen. […] Diese Leute, die so wie ich im Grunde tatsächlich Welthassende sind, schleichen sich von einem Augenblick auf den andern aus der gehassten Welt davon in die Kunst, die ja ganz und gar außerhalb dieser gehassten Welt ist.“
Dieser Idealisierung folgt die große Ernüchterung: Reger und Atzbacher „fühlen […] den rücksichtslosen Schmerz des Betrogenen.“ Die Schmähung von Rembrandt, Velázquez, Giotto, Dürer, Bach Mozart, Beethoven, Bruckner, Goethe, Stifter usw. ist Folge dieser durch Enttäuschung gesäuerten Neubewertung: Nach der Einsicht in die Reglementierung der Menschen und der Kunst durch gesellschaftliche Strukturen und vor allem durch den österreichischen Staat verwerfen sie alle Kunst an den Wänden der Museen als „Staatskunst“, die „nur die Lüge und die Verlogenheit ohne die Wirklichkeit und die Wahrheit“ reproduziere. Daher die Hartnäckigkeit, mit der Reger in Kunstwerken nach einem „gravierenden Fehler, nach dem entscheidenden Punkt des Scheiterns des Künstlers“ sucht: Der Fehler in einem Detail wird der archimedische Punkt, alle große Kunst zum Fragment zu deklarieren und im Ganzen zu verwerfen. Kunstkritik ist für Reger und Atzbacher nun eine Selbstbefreiung von Illusionen und damit auch Selbstbehauptung gegen eine verlogene und verkitschte Darstellung der Wirklichkeit geworden. Die Fehler der Kunstwerke machen Reger „im Grunde glücklich“, nur mit dieser Kritik könne ein „verzweifelter Kopf“ weiterexistieren oder habe „die Möglichkeit des Weiterlebens.“

## Schmähung der Kunst
Die Verrisse großer Künstler der Bildenden Kunst, Musik und Literatur beginnen mit der Kritik namenloser Kunstwissenschaftler, deren „Kunstgeschwätz“ als Führer von Museumsbesuchern auch notgedrungen von Reger, Atzbacher und Irrsigler belauscht und die zu „Kunstvernichtern“ und „Kunsttötern“ erklärt werden. Nicht anders ergeht es Lehrern, die ihre Schüler durch die Säle treiben, die als „Handlanger des katholisch-österreichischen Staates“ Kinderseelen misshandeln. Auf diese Weise entstünden genormte „Staatsmenschen“, verlogene „Staatskünstler“ und eine gemeine katholische Staatskunst auch aus „Geldsucht“ der „sogenannten Alten Meister“, der bestechlichen „Weltausschmückungsmaler“. Zwischen kürzeren Verleumdungen folgen dann die längeren Verrisse von Adalbert Stifter, Anton Bruckner, Martin Heidegger und Gustav Mahler. Christian Rakow charakterisiert Bernhard als den „Autor mit der Füllfederramme, der zu Lebzeiten praktisch alles in Grund und Boden schrieb.“
Ein besonderes und oft verwendetes Stilmittel dieses Textes ohne Absätze und Kapitel sind Kaskaden der Verachtung. Erstmals mit der Behauptung „Der Staat gebiert in Wahrheit die Kinder, nur Staatskinder werden geboren, das ist die Wahrheit“ beginnt eine in diesem Fall nur siebenfache Wiederholung mit kleinen Variationen, die sich später beim zentralen Thema der „falschen Bewunderung“ alter Meister über vier Seiten mit insgesamt dreiunddreißig Wiederholungen steigert. Nicht nur in seinen Kaskaden werden Meinungen als kategorische Urteile formuliert: „Die ganze Welt ist heute eine lächerliche. […] Wenn wir Menschen sehen, sehen wir nur Staatsmenschen, Staatsdiener“, Aussagen, die unmittelbar als maßlose Übertreibungen oder performative Widersprüche zu erkennen sind: Denn hier beobachtet ein Anti-Privatgelehrter intensiv einen Anti-Privatphilosophen – und beide sind gewiss keine „Staatsdiener“. Allaussagen wie diese sind Prinzip und konkretisieren die im Werk Thomas Bernhards beobachteten radikalen Umdeutungen im Gestus einer abstrakten Negation und „Weltverwerfung“. Diese leuchtet auch im komödiantischen Aperçu über das Ehepaar Reger auf, die ihre Haushälterin „Stella“ nennen, obgleich sie „Rosa“ heißt. Nur in einer einzigen Textstelle der 311 Roman-Seiten zieht Reger sich differenzierend auf ein „möglicherweise, also nicht ganz mit Sicherheit“ zurück.

## Rettung der Kunst
Aber der „auf das Totale gerichtete Zersetzungsmechanismus“, die totale Negation, mache aus allem eine „Karikatur“ – und hat dadurch persönliche Konsequenzen: Reger habe sich „die ganze Bildende Kunst und die ganze Musik und die ganze Literatur vergraust. […] Aber gegen die totale Verzweiflung über alles wehre ich mich.“ Als Lösung seines Konflikts führt Reger seine bisherige Kunstauffassung konsequent ad absurdum: Nur „zwölf Zeilen eines Buches mit höchster Intensität“ lesen oder es – besser noch – nur durchblättern! Dieser Vorschlag scheint ein Moment der Komödie und ist im Grunde doch Ausdruck von Regers methodischer Tragödie: Mit genauem Lesen „ruinieren [Sie] sich alles und damit das Schönste und das Nützlichste auf der Welt. […] Wer alles liest, hat nichts begriffen. […] Die Kunst ist das Höchste und das Widerwärtigste gleichzeitig. […] Das ist ja das Fürchterliche, sagte er gestern, dass ich diese Alten Meister zutiefst widerwärtig empfinde und sie doch immer wieder studiere.“
So kann Reger in seiner Ambivalenz weder den radikalen Kritikern noch den radikalen Reduktionisten zustimmen, deren Kunstbetrachtung in der Kunst-Zerstörung endet: „Diese Kunstkenner sind mir aber alle zutiefst zuwider, sagte Reger, sie gehen geradeaus auf ein einziges Kunstwerk zu und überprüfen es auf ihre schamlose, skrupellose Weise und gehen wieder aus dem Museum hinaus, ich hasse diese Leute, sagte Reger.“ Letztlich ist dieser bisherige Standpunkt Regers der einer ausweglosen Kritik und Bernhards Darstellung maßloser Kritik an alten Meistern auch eine Kritik der Darstellung alter Meister als immer schon vereinnahmter Staatskunst. Jörg Robert sieht daher die Alten Meister als eine Wende in Bernhards Schaffen, als einen Abschied vom „archimedischen Punkt einer transzendentalen Universalkritik“: Der Roman sei „zu lesen als eine Kritik der ´kritischen Theorie´“ und Reger vollziehe „den Schritt vom Pathos der Negativität, wie es den Diskurs der radikalen Moderne prägt, zur halb ironischen halb resignativen Einsicht in die Unausweichlichkeit“ eines künstlerischen Erbes. Daher äußert Reger gegen Ende seinen stillen Respekt vor den Staatskünstlern, die eben nicht nur aus Anpassung und Bestechlichkeit über die Wirklichkeit täuschen, sondern auch aus einer „absoluten Hilflosigkeit des Menschen, mit sich und dem, das ihn zeitlebens umgibt, fertig zu werden, [… eine] zu Tode rührende Hilflosigkeit.“

## Komposition
Der Autor formt den Text zum kleineren Teil aus Erinnerungen seiner Atzbacher-Erzählstimme, zum größeren aus dem Bericht über Gespräche mit den Figuren Reger und Irrsigler. Hier greift der Autor auf verschiedene grammatische Möglichkeiten zurück: Wird in der berichteten Rede (... sagte Reger, ... sagte Irrsigler) nicht der Konjunktiv (Kunsthistoriker seien Kunsttöter), sondern der Indikativ (... sind Kunsttöter) verwendet, handelt es sich um direkte Rede, die nach DUDEN-Normen in Anführungszeichen zu stehen hat, die im ganzen Text nicht verwendet werden. Dieser konzeptionelle Normen-Widerstand führt so lange nicht zu Unklarheit, wie regelmäßige Inquit-Formeln (...sagte Irrsigler ... so auch Reger...) die redende Figur markieren.
Das ist im vorliegenden Text zwar meist der Fall, aber es gibt Ausnahmen, in denen die Erzählstimme nicht eindeutig zu identifizieren ist und die sich inhaltlich nahestehenden Figuren einander auch durch die sprachliche Form anverwandelt werden: Die formale Unbestimmtheit verwischt die Grenzen. Atzbacher und Reger teilen aber trotz aller Unterschiede auch wichtige Gemeinsamkeiten, beispielsweise eine unglückliche Kindheit, die Lust an der Menschenbeobachtung im Stehen, den Hass auf Unpünktlichkeit, Kunstgeschwätz und Staatskunst, Atzbacher bezeichnet Reger als seinen „Gedankenvater“: Die Konturen der Figuren fließen ineinander und werden Facetten des gleichen Kritikersyndroms. Irrsigler erscheint als ein kleineres Format Regers und die von Reger in seine Kunstkritik eingewiesene Frau und der eines Tages auf seiner Bordone-Bank sitzende Waliser werden, aus je eigenen Motiven, Regers „Doppelgänger“, denn „Figuren der Spiegelung und der Verdopplung sind für Bernhards Roman konstitutiv.“
In einzelnen Fällen wird der Sprecher auch dadurch kenntlich, dass Atzbacher in seinem Reger-Bericht dessen Höflichkeitsanreden und das entsprechende Possessivpronomen einflechtet: „ob Sie es glauben oder nicht […] es wird Ihnen übel.“ In einzelnen Passagen wechselt der Autor aus der direkten Rede ohne Anführungsstriche in die korrekte Form der indirekten Rede unter Verwendung des Konjunktivs. Die strukturelle Verschränkung der Elemente des Bericht-Berichts ist daher sehr komplex.

## Erzählte und erinnerte Zeit
Die Erzählstimme des Privatgelehrten Atzbacher beschreibt rückblickend einen Samstagmittag im Wiener Kunsthistorischen Museum, in dem sich in etwa dreieinhalb Stunden die Ebenen der Beobachtung, der Gespräche und der Erinnerungen der Figuren ineinanderfügen. Obgleich die erzählte Zeit daher maximal dreieinhalb handlungsfreie Stunden umfasst, entsteht in dieser Komödie durch eine Vielzahl von Assoziationen und Rückblenden auf Gespräche mit Reger und Irrsigler und auf Erlebnisse Atzbachers in der erinnerten Zeit das Kaleidoskop eines dreifachen Lebensbildes und zugleich eine Auseinandersetzung mit der europäischen Kunst: Reger betrachtete inzwischen „nicht den Tintoretto, sondern etwas weit außerhalb des Museums, während ich selbst […] in meine Kindheit hinein[blickte] und die Stimmen meiner Kindheit [hörte].“
Ein „sehr hoher Genuss“ der Kunst gelingt Reger schließlich trotz seiner Kunstkritik doch noch mit Hilfe einer Selbsttäuschung, indem er sich vorstellt, ein Kunstwerk sei allein für ihn und nicht für den Staat geschrieben, komponiert oder gemalt worden. Mit diesem Trick erlaubt er sich, zwei Theaterkarten für Kleists Zerbrochenen Krug von 1806 zu kaufen, von denen er eine Atzbacher in jenem außergewöhnliche Treffen  übergeben möchte. Aber Reger in seinem Kunst-Zwiespalt fällt es schwer, das plausibel auseinanderzusetzen: „Ich weiß nicht, wie ich Ihnen diesen Grund sagen soll. […] Ich denke die ganze Zeit darüber nach.“ So bestimmt Regers Kunst-Hass-Liebe das mehrstündige Grübeln über die Offenbarung seines Lebenskonflikts wie auch die Grundstruktur der Alten Meister. Reger beendet das außergewöhnliche Treffen mit einer Manifestation für diesen alten Meister, für Heinrich von Kleist – Atzbacher beendet seinen Bericht mit dem nicht unerwarteten Kommentar: „Die Vorstellung war entsetzlich.“ So endet die Komödie mit dem enttäuschenden Besuch einer Komödie – Kunst-Liebe und Kunst-Hass sind in einer neuen Balance. Der größere Rahmen der erzählten Zeit reicht daher bis in die Nacht des Theaterbesuchs.

## Rezeption
Ruprecht Frieling hat für die Literaturzeitschrift im Februar 2006 eine „rabenschwarze Komödie, ein sich im Sprachwitz dramatisch entfachendes Feuerwerk“ gelesen. Bernhard schaffe mit seinem „aus einem einzigen Gedanken gezogenen Text“ in der Reger-Figur, diesem extrem negativ eingestellten Musikphilosophen, die Figur des Anti-Künstlers, eines Menschen, der sich darin versteht, anerkannte »große« Kunstwerke abzuwerten und in Frage zu stellen. „Er greift damit direkt den überlebten Geniemythos des 19. Jahrhunderts an und versucht, ihn zu zerstören.“
Für den Kurier referiert Alte Meister im Februar 2012 „über die Lächerlichkeit von Kunst, über das Leben im Allgemeinen und in Österreich im Speziellen.“ Thomas Bernhard sei wunderbar in seiner Wut, in seiner Verzweiflung und diesen großartig wortreichen Beschimpfungen und Jammereien Regers. Der nachtschwarze Humor führe durch Kultur, Philosophie und Menschenverachtung, „seine endlos negativen Wortkaskaden dreschen Zeile für Zeile auf die Leserinnen und Leser ein – und machen süchtig nach mehr.“
Im Deutschlandfunk kommentiert Sabine Fringes im Februar 2021 die Alten Meister als „schwarze Komödie“. Bernhards Figuren freuen sich nicht des Lebens, nie seien sie zufrieden, stets passe etwas nicht. Trotz des alle Kunst vernichtenden Musikkritikers Reger sei Bernhard „nicht nur ein musikalischer Mensch, sondern ein Musiknarr geworden.“ In allen seinen Werken arbeite Bernhard „mit Worten, als seien sie musikalische Motive: Er wiederholt sie, verändert sie, stellt sie in Frage, bestätigt sie, kombiniert sie mit immer neuen anderen Motiven. Als befänden wir uns mitten im Durchführungsteil einer klassischen Sonate.“ Musik leuchte durch alle seine Sätze hindurch, „Thomas Bernhard war ein Meister des Lamento.“
Jörg Robert ordnet die Alten Meister mit dem Der Untergeher und Holzfällen in Bernhards „Trilogie der Künste“ ein, unter denen Alte Meister „eine Charakter- und Typen-Komödie“ sei, die thematisch an Molières Menschenfeind erinnere. Der Roman sei ein Beispiel für Bernhards „Poetik der Verwerfung, eine ‚Kritik der Urteilskraft‘ ganz eigener Art.“ Robert sieht den Roman als Bernhards „Summa aesthetica […], eine Summa letzter Hand. Dabei stehen Positionen – eigene und fremde – auf dem Prüfstand, die dem späten Bernhard fragwürdig geworden sind.“  Dies betreffe vor allem den Standpunkt einer radikalen Avantgarde in der kritischen Theorie mit ihrer emphatischen Verdrängung aller Tradition.
Zusammenfassungen weiterer Rezensionen aus Die Tageszeitung, Süddeutsche Zeitung und Frankfurter Rundschau auch im Perlentaucher.

## Adaptionen
Im Rahmen der Ausstellung Österreich selbst ist nichts als eine Bühne – Thomas Bernhard und das Theater im Österreichischen Theatermuseum fand am 26. April 2010 im Saal II der KHM-Gemäldegalerie eine szenische Lesung des Romans mit Hermann Beil (Irrsigler), Martin Schwab (Reger) und Erwin Steinhauer (Atzbacher) statt. Erstmals wurde dabei das Stück am Originalschauplatz inszeniert. Um der Romanszenerie gerecht zu werden, wurde Tintorettos Bild für diese Aufführung eigens umgehängt.
Am 10. September 2016 hatte in der Gemäldegalerie Alte Meister in Dresden ein gleichnamiges Theaterstück vom Staatsschauspiel Dresden Premiere. Reger wurde darin gespielt von Albrecht Goette, Atzbacher von Ahmad Mesgarha.
In den Kammerspielen des Deutschen Theaters Berlin inszenierte der Schweizer Regisseur Thom Luz den Roman von Thomas Bernhard und entwarf hierfür mit dem Dramaturgen David Heiligers eine eigene Fassung. Premiere war am 14. September 2018 mit Christoph Franken, Camill Jammal, Katharina Matz, Wolfgang Menardi und Daniele Pintaudi.
Beim Styraburg Festival in Steyr fand am 8. März 2019 in der Schlosskapelle eine szenische Lesung des Romans mit Martin Schwab (Reger), Hans-Dieter Knebel (Irrsigler) und Hapé Schreiberhuber (Atzbacher) statt. Dabei dienten auch vier Portraitgemälde aus dem Kunsthistorischen Museum Wien für diese Aufführung.

## Ausgaben

### Texte
- Thomas Bernhard: Alte Meister. Komödie, Roman. Werke in 22 Bänden, Band 8, Suhrkamp Verlag, Frankfurt am Main 2008, ISBN 978-3-518-41508-5 (Erstausgabe 1985)
- Thomas Bernhard: Alte Meister. Komödie, 18. Auflage, Frankfurt a. M.: Suhrkamp 2021 (erste Auflage 1985), ISBN 978-3-518-38053-6

### Hörbuch
- Alte Meister, 6 Audio-CDs, gesprochen von Thomas Holtzmann, Dhv Der Hörverlag, 2005, ISBN 978-3-89584-950-3

### Comic
- Andreas Platthaus (Hrsg.): Alte Meister. Komödie. Zeichnungen von Nicolas Mahler. Suhrkamp Verlag, Berlin 2011, ISBN 978-3-518-46293-5.

## Hinweis

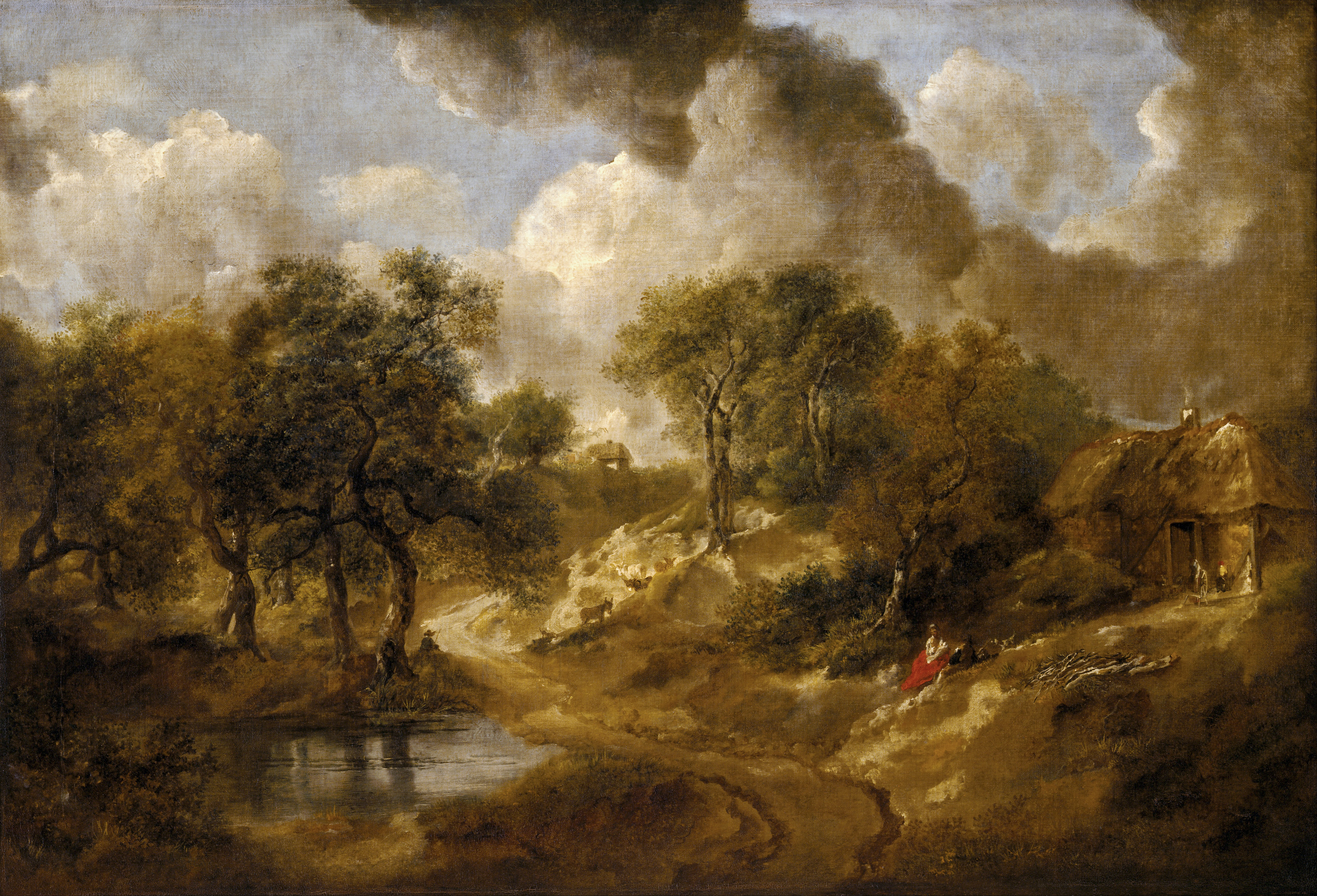
Thomas Gainsborough: Landschaft in Suffolk

Im Kunsthistorischen Museum in Wien gibt es einige Werke von Paris Bordone. Aber einen Bordone-Saal hat es nie gegeben. Die breit angelegten Sitzbänke gibt es.
Eine Episode betrifft das Bild Landschaft in Suffolk von Thomas Gainsborough, das zurzeit nicht ausgestellt ist. Das Museum führt dieses Landschaftsbild jedoch im offiziellen Museumsführer an.